# Sentinel-1C

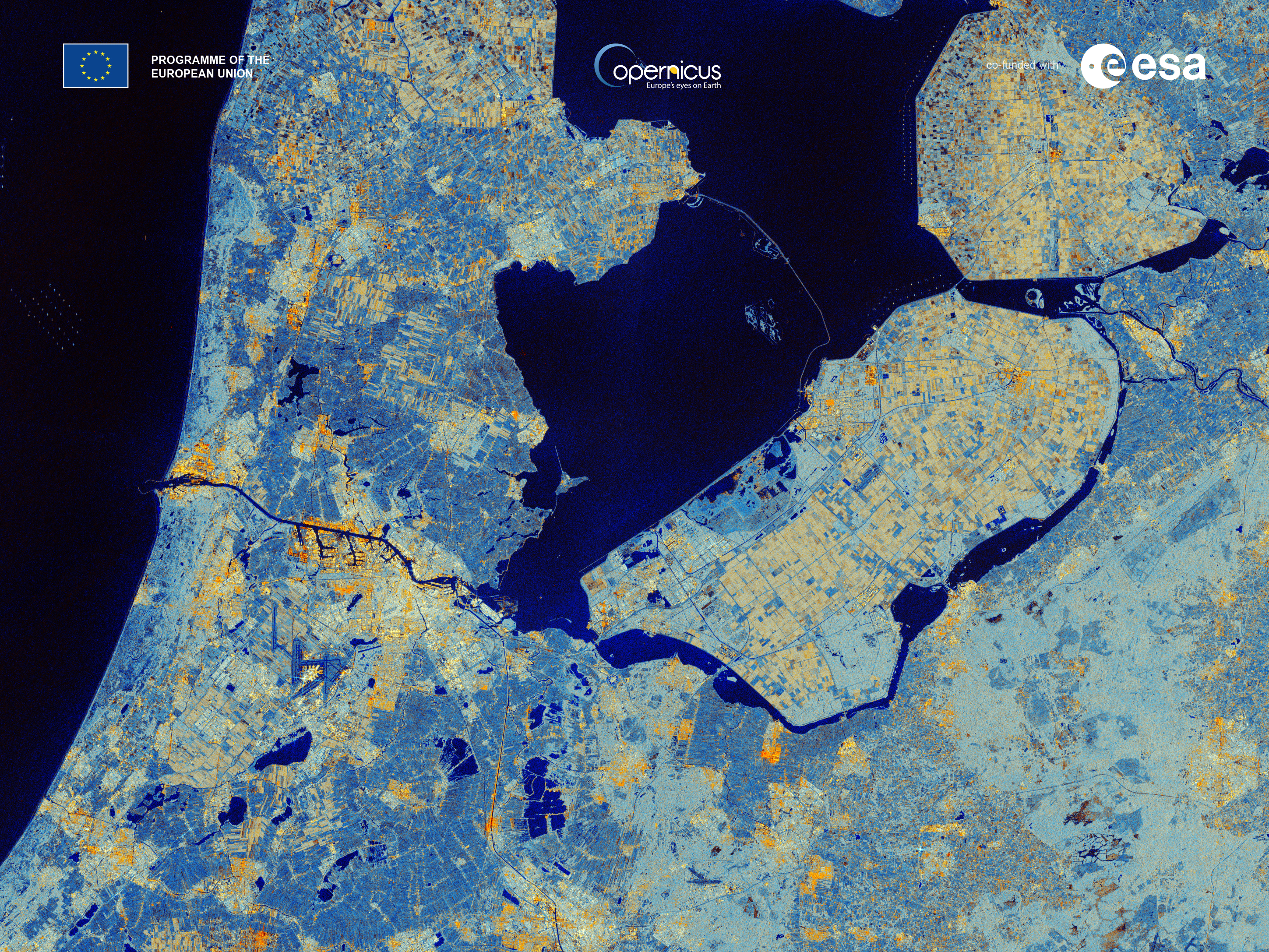
Dit Sentinel-1C beeld van Nederland weerspiegelt het allereerste SAR-beeld dat werd verkregen door de Europese Remote-Sensing (ERS)-missie in 1991 die de Flevolandse polder en het IJsselmeer vastlegde, het eerste Europese radarbeeld dat ooit vanuit de ruimte werd gemaakt.

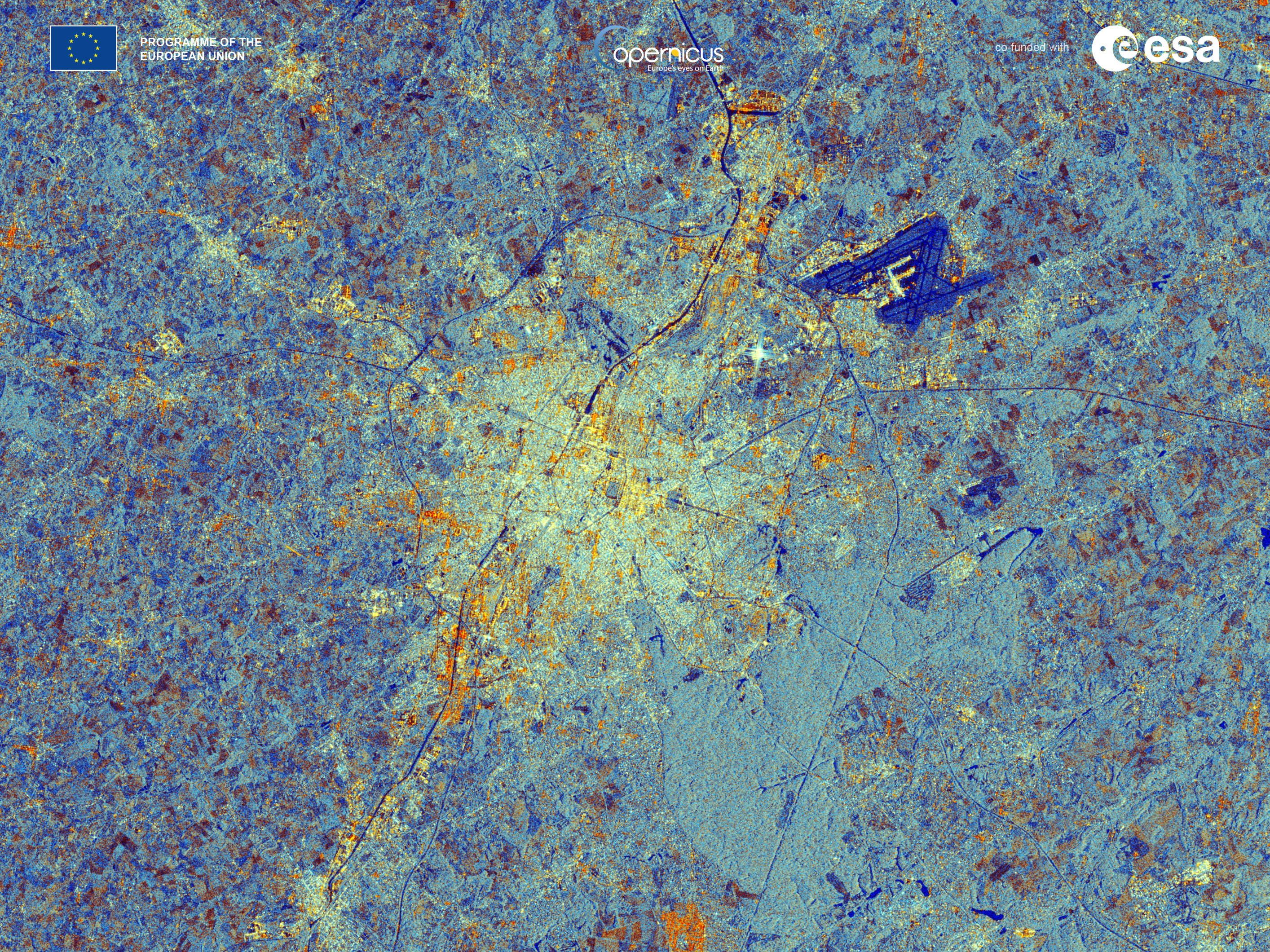
Afbeelding van Brussel, België, waar de radartechnologie van Sentinel-1C het stedelijke landschap weergeeft in heldere witte en gele tinten in contrast met de omringende vegetatie. Waterwegen en gebieden met weinig reflectie, zoals start- en landingsbanen van luchthavens, verschijnen in donkerdere tinten.

Sentinel-1C is een aardobservatiesatelliet van het Copernicus-programma. Het is de derde Sentinel-1 satelliet in een reeks van vier Copernicus observatiesatellieten.

## Instrumenten
Sentinel-1C is voorzien van een synthetische-apertuurradar (SAR) die werkt in de C-band. Dankzij deze technologie kan de satelliet dag en nacht, onder alle weersomstandigheden, beelden met een hoge resolutie leveren. Dit SAR-instrument maakt nauwkeurige kaarten mogelijk met resoluties tot 5 meter en een dekking tot 400 kilometer.
Tevens is een Automated Identification System (AIS) signaal antenne onderdeel van de instrumenten aan boord. Deze is ontwikkeld door de Internationale Maritieme Organisatie (IMO) en kan schepen assisteren bij het voorkomen van aanvaringen, vooral wanneer ze te ver verwijderd zijn van radarsystemen op land. Door radarbeelden van satellieten te combineren met AIS-signalen kunnen gebruikers van de gegevens snel schepen in een groot deel van de oceaan tegelijk detecteren en identificeren. Ook piraterij kan hiermee in kaart worden gebracht.
De GNSS-ontvangers (Global Navigation Satellite System) aan boord van Sentinel-1C zijn ook compatibel met het Galileo navigatiesysteem.

## Bouw
Thales Alenia Space was verantwoordelijk voor het ontwerp, ontwikkeling, integratie en testen van de satelliet. Elke Sentinel-1-satelliet is gebouwd op het PRIMA-ruimtevaartuig wat is ontwikkeld door Thales Alenia Space voor het Italiaanse ruimteagentschap (ASI). De C-band synthetic aperture radar (SAR) aan boord van de satelliet is ontwikkeld door Airbus Defence & Space.

## Missie

### Taken
Sentinel-1-gegevens dragen bij aan Copernicus-diensten en toepassingen waaronder het monitoren van het Arctische zee-ijs, ijsbergen en gletsjers. De satellieten hebben een rol bij het toezicht op zee, zoals het opsporen van olielozingen, het volgen van schepen voor maritieme veiligheid en het monitoren van illegale visserij. Daarnaast worden de satellieten  gebruikt voor het observeren van bodemdaling, aardbevingen en vulkanische activiteit, maar ook voor het in kaart brengen van bossen, water en bodembronnen. De satelliet ondersteunt ook bij humanitaire crisissen.

### Levensduur
De satelliet heeft een operationele levensduur van minimaal zeven jaar. De satelliet heeft 154 kg brandstof aan boord

## Lancering
Sentinel-1C arriveerde op 9 oktober 2024 in Kourou, Frans-Guyana en werd op 5 december 2024 gelanceerd vanaf Centre Spatial Guyanais aan boord van een Vega C-draagraket  Deze lancering was tevens de return-to-flight van de Vega C nadat bijna twee jaar eerder zo’n raket tijdens de missie ontplofte.